# Hyomin
Hyomin (효민?, 孝敏?, Hyo-minLR, HyominMR), pseudonimo di Park Sun-young (박선영?, 朴宣映?, Bak Seon-yeongLR, Pak SŏnyŏngMR; Pusan, 30 maggio 1989), è una cantante, attrice e modella sudcoreana, membro del gruppo musicale T-ara, T-ara N4 e solista.

## Biografia
Hyomin nasce a Pusan, in Corea del Sud, il 30 maggio 1989. Si distingue subito vincendo il concorso per modelle MiMi Princess all'età di otto anni. Prima di debuttare con le T-ara, era una famosa ulzzang su internet e ha lavorato come modella per i cataloghi di shopping online. Hyomin era una tirocinante della JYP Entertainment e doveva far parte delle Wonder Girls dopo l'abbandono di HyunA nel 2007. Passò poi alla Core Contents Media, dove iniziò le sue attività con Hwang Jung-eum, le SeeYa, le Davichi e Black Pearl, e, successivamente, entrò nelle T-ara.

## Carriera

### T-ara
Nel luglio 2009, Hyomin debuttò come membro delle T-ara. Il 27 novembre 2009 pubblicarono il primo album Absolute First Album, mentre il 1º dicembre 2010 uscì l'EP Temptastic. Nel 2011 pubblicarono John Travolta Wannabe e Black Eyes, secondo e terzo EP del gruppo, e debuttarono in Giappone, dove pubblicarono l'album Jewelry Box il 6 giugno 2012. A luglio 2012 venne pubblicato il quarto EP, Day by Day. Ad aprile 2013, Hyomin, Eunjung, Jiyeon e Areum formarono la sotto-unità T-ara N4; a maggio, invece, fu fondata la seconda sotto-unità QBS, con Qri, Boram e Soyeon. Il 7 agosto 2013, le T-ara pubblicarono il secondo album giapponese, Treasure Box, e il 10 ottobre uscì il quinto EP del gruppo, Again. Il 21 marzo 2014 venne annunciata l'uscita del terzo album giapponese Gossip Girls per il 14 maggio, mentre a settembre tornarono in Corea del Sud con l'EP And&End. Il 24 novembre, insieme a Qri, Eunjung e Jiyeon pubblicò il remake in lingua coreana del brano cinese "Little Apple" dei Chopstick Brothers.
Le T-ara non hanno una leader fissa, ma si alternano di anno in anno: Hyomin fu la terza, da giugno 2011 fino a gennaio 2012, lasciando il posto a Soyeon.

### Attività in solitaria
Prima di passare alla Core Contents Media apparve nel video musicale "Unlock" dei SS501, "Heaven" dei F.T. Island e "Smooth-Breakup" dei SG Wannabe. Dopo aver debuttato con le T-ara, dall'ottobre 2009 al 24 dicembre 2010, Hyomin fu nel cast fisso del reality show Invincible Youth. A novembre partecipò al musical I Really Really Like You, adattamento del drama Jinjja jinjja joahae: allo stesso musical partecipò anche Boram nel dicembre 2010 insieme a suo padre Jeon Young-rok. Nel 2010 partecipò, insieme a Eunjung al progetto Wonder Women con le SeeYa e le Davichi. Registrò anche il brano "Coffee Over Milk" per la serie Coffee House e recitò nel ruolo di Ban Sun-nyeo nel drama Nae yeojachin-guneun gumiho.
Nel 2011 collaborò con Brave Brothers per il singolo digitale "Beautiful Girl" e debuttò ad agosto sul grande schermo con il film horror Gisaeng ryung, interpretando il ruolo della studentessa liceale Yurin. Durante le promozioni, con le T-ara, di "Roly-Poly" nel giugno 2011, Hyomin stessa disegnò il proprio costume di scena e lanciò la propria collezione di abbigliamento esclusiva, in collaborazione con lo stilista Kim Sung-il, per il G-Market il 4 giugno 2012. All'inizio del 2012 prese parte al musical Our Youth Roly-Poly insieme a Jiyeon e Soyeon. Partecipò, inoltre, all'edizione cinese di Uri gyeolhonhaess-eo-yo con Fu Xinbo. Ad agosto 2012 interpretò il ruolo di una gumiho nella serie Chunbunjjae namja, mentre a febbraio 2013 fu confermata nel ruolo di Yoon Ji-ho, studentessa coreana in Giappone, per il film giapponese Jinx!!!, uscito a novembre dello stesso anno.
A marzo 2014 fu annunciato che lei e Jiyeon avrebbero debuttato come soliste. Tuttavia, a causa del naufragio del Sewol del 16 aprile 2014, il suo singolo "Nice Body", contenuto nell'EP Make Up, fu posticipato al 30 giugno.

## Discografia

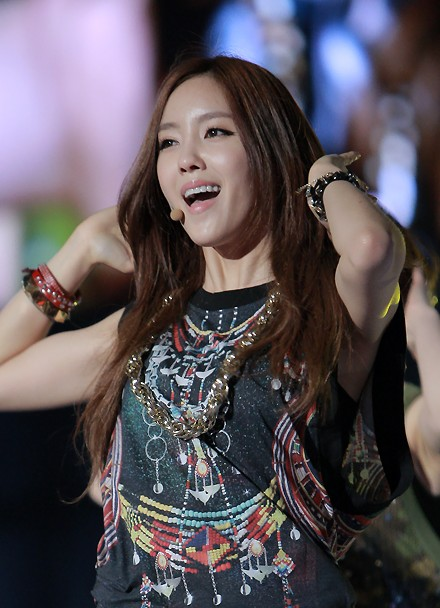
Hyomin alla K-Collection a Seul nel marzo 2012.

Di seguito, le opere di Hyomin come solista. Per le opere con le T-ara, si veda Discografia delle T-ara.

### Solista
Album
- 2014 – Make Up
- 2016 – Sketch
- 2019 – Allure

Singoli
- 2013 – Love Suggestion
- 2014 - Nice Body
- 2014 – Fake It
- 2016 – Still
- 2016 - Sketch
- 2016 – Gold
- 2018 - Mango
- 2019 - U Um U Um
- 2019 – Allure

Colonne sonore
- 2010 – Coffee Over Milk (Coffee House – con Jiyeon e Lee Boram delle SeeYa)
- 2014 – I Still Have You (con Eunjung per Music Travel Vol.1)
- 2018 – I Love You (Mask Singer 162th- Live Version)

Collaborazioni
- 2008 – Blue Moon (con le SeeYa, le Davichi e Black Pearl)
- 2009 – N-Time (con Hwang Jung-eum)
- 2010 – Wonder Woman (con Eunjung, le SeeYa e le Davichi)
- 2011 – Beautiful Girl (con Brave Brothers feat. Electro-Boys)
- 2013 – Dangerous Love (con Eunjung e Jiyeon)
- 2014 – First Love (con Soyeon, Jiyeon e EB)
- 2019 – Cabinet (con JustaTee)

## Filmografia

### Cinema
- Gisaeng ryung (기생령), regia di Yang Yun-Ho (2011)
- Jinx!!! (ジンクス!!!), regia di Naoto Kumazawa (2013)

### Televisione
- Nae yeojachin-guneun gumiho (내 여자친구는 구미호) – serie TV (2010)
- Gongbu-ui sin (공부의 신) – serie TV (2010)
- Gyebaek (계백) – serie TV (2011)
- Cheonbeonjjae namja (천번째 남자) – serie TV (2012)

## Teatro
- I Really Really Like You (진짜 진짜 좋아해) (2009)
- Our Youth Roly-Poly, delle T-ara. Seongnam Arts Center di Seongnam (2012)

## Videografia
Solista
- 2014- "Nice Body"
- 2016- "Still" (short version)
- 2016- "Sketch"
- 2016- "Sketch" (sexy version)
- 2016- "Sketch" (Chinese version)
- 2018- "Mango"
- 2018- "Mango" (Chinese version)
- 2019- "U Umm U Umm"
- 2019- "U Umm U Umm" (Chinese version)
- 2019- "Allure"
- 2019- "Allure" (Chinese version)

Altro
Oltre che nei suoi videoclip, quelli delle T-ara e in quelli delle T-ara N4, Hyomin è apparsa anche nei seguenti video:
- 2006 – Unlock, videoclip dei SS501
- 2008 – Heaven, videoclip dei F.T. Island
- 2008 – Smooth-Breakup, videoclip dei SG Wannabe

## Riconoscimenti
Di seguito, i premi ricevuti solo da Hyomin. Per i premi ricevuti insieme alle T-ara, si veda Premi e riconoscimenti delle T-ara.
- 2011 – MBC Drama Awards
  - Newcomer Award (Gyebaek)[25]